# Prilozje
Prilozje este o localitate din comuna Metlika, Slovenia, cu o populație de 29 de locuitori.